# Beetsterzwaag
Beetsterzwaag este o localitate în Țările de Jos, în comuna Opsterland din provincia Frizia.
Locuitorul cel mai vestit a fost poetul olandez  J. Slauerhoff, care în mai-iulie 1929 era doctor în localitate, profesie imortalizată într-un poem al lui J.C. Bloem tipărit în ziarul național Het Vaderland.
1. ↑   https://gemeentegeschiedenis.nl Lipsește sau este vid: |title= (ajutor)